# Сандікрік Тауншип (округ Венанго, Пенсільванія)
Сандікрік Тауншип (англ. Sandycreek Township) — селище (англ. township) в США, в окрузі Венанго штату Пенсільванія. Населення — 2055 осіб (2020).

## Демографія
Згідно з переписом 2010 року, у селищі мешкало 2260 осіб у 892 домогосподарствах у складі 659 родин. Було 1041 помешкання
Расовий склад населення:
| - 92,8 % — білих - 5,0 % — чорних або афроамериканців - 0,5 % — азіатів |

До двох чи більше рас належало 0,8 %. Частка іспаномовних становила 2,3 % від усіх жителів.
За віковим діапазоном населення розподілялося таким чином: 23,1 % — особи молодші 18 років, 59,0 % — особи у віці 18—64 років, 17,9 % — особи у віці 65 років та старші. Медіана віку мешканця становила 45,3 року. На 100 осіб жіночої статі у селищі припадало 112,8 чоловіків;  на 100 жінок у віці від 18 років та старших — 101,7 чоловіків також старших 18 років.
Середній дохід на одне домашнє господарство  становив 67 110 доларів США (медіана — 52 212), а середній дохід на одну сім'ю — 75 196 доларів (медіана — 60 046). Медіана доходів становила 51 908 доларів для чоловіків та 38 197 доларів для жінок. За межею бідності перебувало 8,4 % осіб, у тому числі 9,6 % дітей у віці до 18 років та 9,0 % осіб у віці 65 років та старших.
Цивільне працевлаштоване населення становило 965 осіб. Основні галузі зайнятості: освіта, охорона здоров'я та соціальна допомога — 28,3 %, виробництво — 18,5 %, будівництво — 9,5 %, роздрібна торгівля — 9,4 %.